# Santuario eucaristico di San Pietro Apostolo
Il santuario eucaristico di San Pietro Apostolo è una delle chiese di interesse storico-artistico di Napoli; è sito in zona periferica, nel quartiere di San Pietro a Patierno.
Si tratta di una delle chiese più antiche della zona e della città, in quanto la sua fondazione risale al IX secolo. Appartenuta in origine a Sergio, figlio di Costantino, la chiesa, nel corso del tempo, ha subito vari passaggi di proprietà; mentre, la sua architettura, è notevolmente cambiata nel corso del tempo: infatti, ai tempi di Costantino appariva molto più piccola e dotata soltanto di un altare maggiore.
Oggi, la facciata presenta due ordini: nel primo, ai lati della porta, le due statue dei santi Pietro e Paolo, mentre, al centro del secondo, vi è la statua del Redentore con i bei stucchi tutti intorno all'arco della nicchia, risalenti al XVIII secolo.
La cupola, l'elemento architettonico di spicco, svetta sulle case del quartiere; essa, del Settecento, è caratterizzata da una pianta ellittica che "fuoriesce" dalle complesse masse absidali.
L'interno, composto da quattro cappelle per lato e altare maggiore, conserva un grande organo del 1920, due pregevoli acquasantiere finemente lavorate del 1904, dipinti del XVIII secolo, statue in legno dorato, ed altre opere artistiche ed architettoniche.